# Монумент Ленину (Сочи)
Монуме́нт Влади́миру Ильичу́ Ле́нину — один из двух общегородских памятников В. И. Ленину в Центральном районе города Сочи, Краснодарский край, Россия.

## Расположение
Находится в центре города у начала Курортного проспекта и улицы Егорова. Рядом — главный вход в парк «Ривьера» и пляж Ривьера.

## История создания
Памятник установлен 21 апреля 1980 года к 110-летней годовщине со дня рождения В. И. Ленина. Монумент представляет собой памятную стелу с мозаичным портретом лидера. На алой смальте золотом написаны слова из «Декрета о курортах». Авторы: художник Т. М. Джолагония, архитекторы — С. Б. Свердлов, Ю. Ф. Красовский.